# KV43
Ngôi mộ KV43 là ngôi mộ của Pharaon Thutmosis IV trong Thung lũng của các vị Vua gần Luxor, Ai Cập. Nó có một con chó hình dạng chân, là họa tiết điển hình của Vương triều 18. KV43 đã được phát hiện trong năm 1903 bởi Howard Carter (tài trợ bởi Theodore M. Davis).

## Vị trí
Vị trí của nó nằm cao trên những vách núi đá, tại sàn thung lũng, các họa tiết trang trí trên các bức tường vẫn còn nguyên vẹn là do ở đó được bảo quản rất tốt. Vị Pharaon được chôn trong quan tài bằng đá cũng vẫn còn nguyên ở bên trong phòng chôn cất.
Hai trong số các Pharaon vẫn còn trẻ, hoàng tử Amenemhat và công chúa Tentamun cũng đã được chôn ở đây.

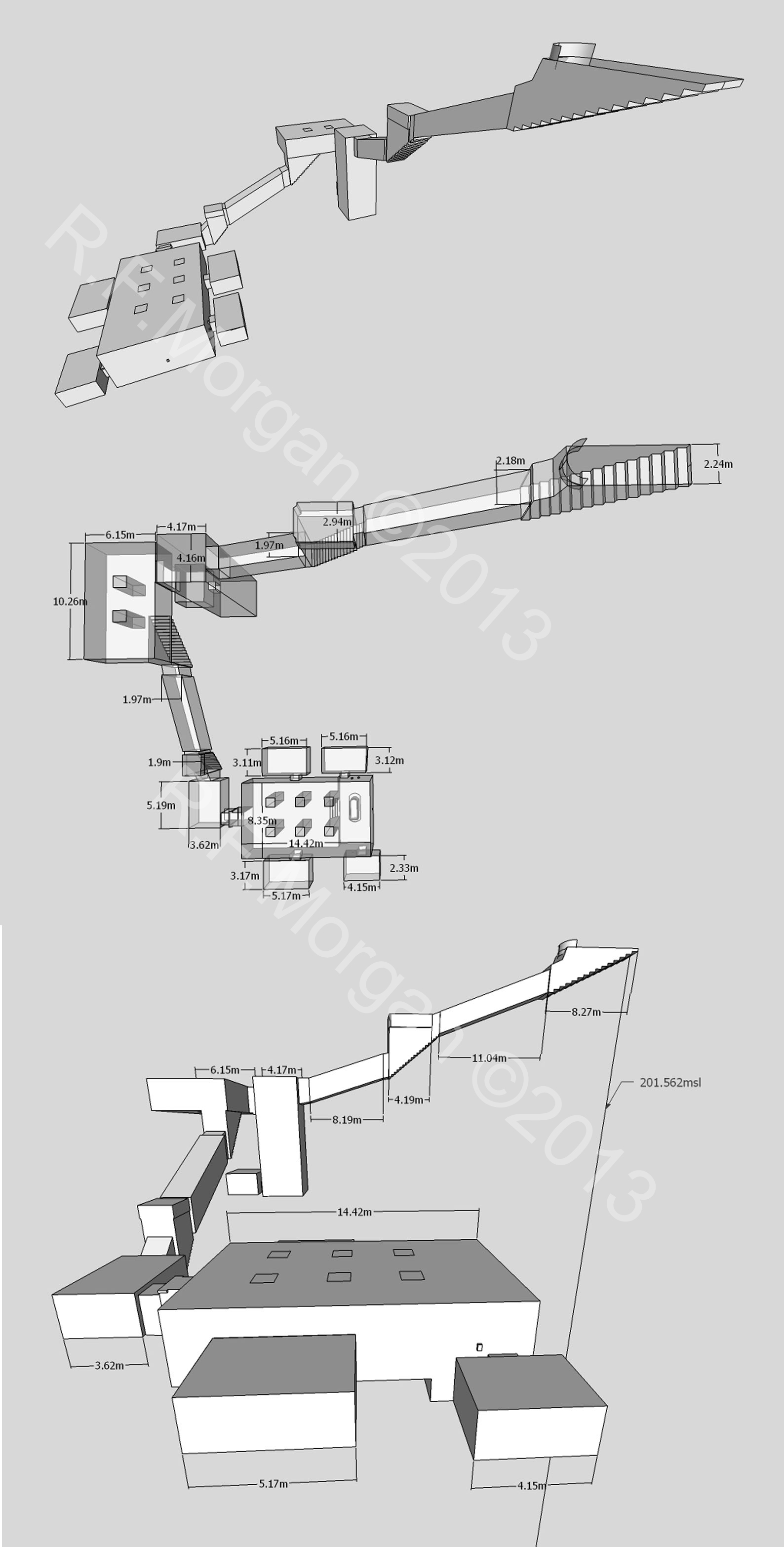
Hình ảnh của KV43 lấy từ một mô hình 3d

Sơ đồ bố trí của ngôi mộ KV43:
Lối vào
B - Hành lang
C - Đường đi
D - Hành lang
E - Góc trục
F - Sảnh
G - Dốc hành lang
H - Đường đi
Tôi - Tiền sảnh
J - Phòng chôn cất (có quan tài)
Ja-Jc - Nhà kho

## Bản đồ vị trí các ngôi mộ
|  | Chủ đề Ai Cập cổ đại |